# Romeinenweerd
De Romeinenweerd is een natuurgebied aan de Maas in de gemeente Venlo. Het ligt ten zuiden en oosten van Hout-Blerick en maakt deel uit van de Maascorridor. De naam komt van een Romeinse heirweg in de buurt die liep tussen Kessel en Venlo.
De groenstrook ontstond in 1996, toen een deel van de uiterwaarden bij Hout-Blerick werd afgegraven voor kleiwinning. In de jaren daarna werd het gebied beplant met onder andere wilgen en lisdodden. Het gras wordt op natuurlijke wijze kort gehouden door Galloway-koeien.
Het gebied gaat in noordelijke richting geleidelijk, via het Maasoeverpark, over in de Raaijweide. Naar het zuiden loopt het gebied over naar het Berckterveld. Romeinenweerd is, ondanks de loslopende koeien, voor publiek toegankelijk van zonsopgang tot zonsondergang.